# Боргсум
Боргсум (њем. Borgsum) општина је у њемачкој савезној држави Шлезвиг-Холштајн. Једно је од 132 општинска средишта округа Нордфризланд. Према процјени из 2010. у општини је живјело 348 становника. Посједује регионалну шифру (AGS) 1054015.

## Географски и демографски подаци
Боргсум се налази у савезној држави Шлезвиг-Холштајн у округу Нордфризланд. Општина се налази на надморској висини од 5 метара. Површина општине износи 5,5 km². У самом мјесту је, према процјени из 2010. године, живјело 348 становника. Просјечна густина становништва износи 63 становника/km².